# Heil dir im Siegerkranz
Heil dir im Siegerkranz («Salve a te, coronato di vittoria»), fu l'inno monarchico tedesco (precedentemente prussiano) dell'Impero tedesco della famiglia reale degli Hohenzollern. Fu, altresì, una sorta di inno nazionale.
La melodia fu la medesima dell'inno nazionale britannico e per tale motivo non fu mai ben vista dai circoli nazionalisti tedeschi. Il testo fu scritto da Heinrich Harries.
Nella versione prussiana il termine Kaiser (imperatore) era sostituito con il termine König (re).
Quando l'esecuzione di Heil dir im Siegerkranz veniva seguita dall'esecuzione dell'inno nazionale del Regno di Prussia (Das Preußenlied, «Il Canto della Prussia»), la combinazione prendeva il nome di Preußenmarsch ossia «Marcia della Prussia».

## Testo
Heil dir im Siegerkranz,
Herrscher des Vaterlands!
Heil, Kaiser, dir!
Fühl in des Thrones Glanz
Die hohe Wonne ganz,
Liebling des Volks zu sein!
Heil Kaiser, dir!
Nicht Roß und Reisige
Sichern die steile Höh',
Wo Fürsten steh'n:
Liebe des Vaterlands,
Liebe des freien Manns
Gründen den Herrscher Thron
Wie Fels im Meer.
Heilige Flamme, glüh',
Glüh' und erlösche nie
Fürs Vaterland!
Wir alle stehen dann
Mutig für einen Mann,
Kämpfen und bluten gern
Für Thron und Reich!
Handel und Wissenschaft
Heben mit Mut und Kraft
Ihr Haupt empor!
Krieger- und Heldentat
Finden ihr Lorbeerblatt
Treu aufgehoben dort,
An deinem Thron!
Dauernder stets zu blüh'n
Weh' unsre Flagge kühn
Auf hoher See!
Ha, wie so stolz und hehr
Wirft über Land und Meer
Weithin der deutsche Aar
Flammenden Blick.
Sei, Kaiser Wilhelm, hier
Lang' deines Volkes Zier,
Der Menschheit Stolz!
Fühl' in des Thrones Glanz,
Die hohe Wonne ganz,
Liebling des Volkes zu sein!
Heil, Kaiser, dir!